# Пусанджингу
Пусанджингу (кор. 부산진구, новая романизация корейского языка: Busanjin-gu) — ку (муниципальный район) в центральной части Пусана (Республики Корея). Пусанджин-гу является центром крупного торгового, развлекательного и делового района.

## Административное деление
- Пуджон 1(иль)-дон
- Пуджон 2(и)-дон
- Помджон-дон
- Йонджи-дон
- Чхоып-дон
- Янджон 1(иль)-дон
- Янджон 2(и)-дон
- Чонпхо 1(иль)-дон
- Чонпхо 2(и)-дон
- Чонпхо 3(сам)-дон
- Пуам 1(иль)-дон
- Пуам 3(сам)-дон
- Тангам 1(иль)-дон
- Тангам 2(и)-дон
- Тангам 4(са)-дон
- Кая 1(иль)-дон
- Кая 2(и)-дон
- Кэгым 1(иль)-дон
- Кэгым 2(и)-дон
- Кэгым 3(сам)-дон
- Помчхон 1(иль)-дон
- Помчхон 2(и)-дон
- Помчхон 4(са)-дон